# Carlo Riccioni
Carlo Riccioni o Riccione (Frattoli di Roseto, 1627 ca. – Atri, ...) è stato uno scultore italiano.

## Biografia

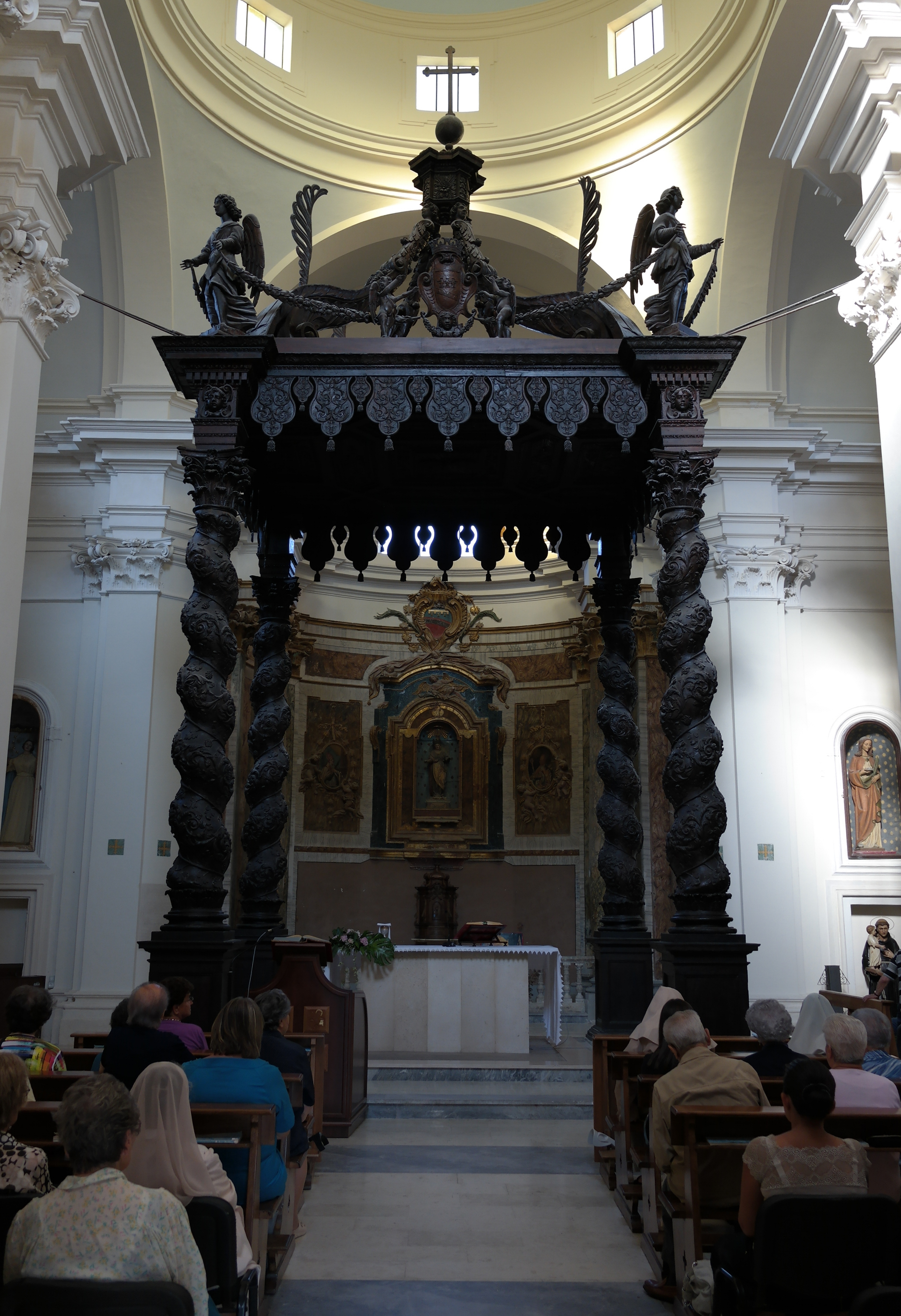
Baldacchino della chiesa di Santa Reparata

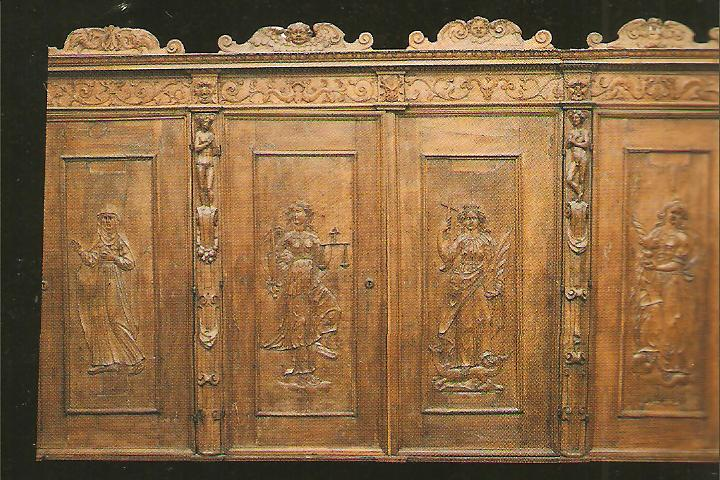
Armadi della sagrestia conservati nel Museo Capitolare di Atri

Diversamente dalle ipotesi circa i suoi natali atriani, le sue origini sono state accertate grazie ad un confronto dei suoi autografi su documenti di archivio. Originario da famiglia della montagna teramana, Carlo Riccioni è noto soprattutto per aver realizzato gli arredi lignei per la cattedrale di Atri, come gli armadi in noce scolpiti ma particolarmente notevole e famoso è il baldacchino ligneo realizzato tra il 1677 e il 1690, molto simile a quello di Gian Lorenzo Bernini nella basilica di San Pietro a Roma, poi eretto presso la chiesa di Santa Reparata della stessa località. 
Riccioni, ritenuto una delle massime espressioni della scultura del barocco abruzzese, insieme alla sua bottega, dedicò la sua attività anche per la realizzazione di altari lignei per altre località della provincia di Teramo, a partire da quelli visibili nella parrocchiale di Fano Adriano a lui attribuiti o della stessa Montagna di Roseto. È dubbia o non provata l'ipotesi che abbia potuto conoscere o essere membro della bottega di Gian Lorenzo Bernini a Roma. 
Il figlio Isidoro proseguì nell'opera paterna portando a termine nel 1713 la realizzazione degli arredi sacri della chiesa del paese avito di Frattoli e di altre località della provincia.